# Algernon Capell, 2. hrabě z Essexu
Algernon Capell, 2. hrabě z Essexu (Algernon Capell, 2nd Earl of Essex, 2nd Viscount Malden, 3rd Baron Capell of Hadham) (28. prosince 1670 – 10. ledna 1710) byl anglický šlechtic, generál a dvořan. Od mládí zastával čestné hodnosti u dvora, souběžně sloužil v armádě a za války o španělské dědictví dosáhl hodnosti generálporučíka. Od roku 1706 zastával funkci guvernéra Toweru.

## Životopis

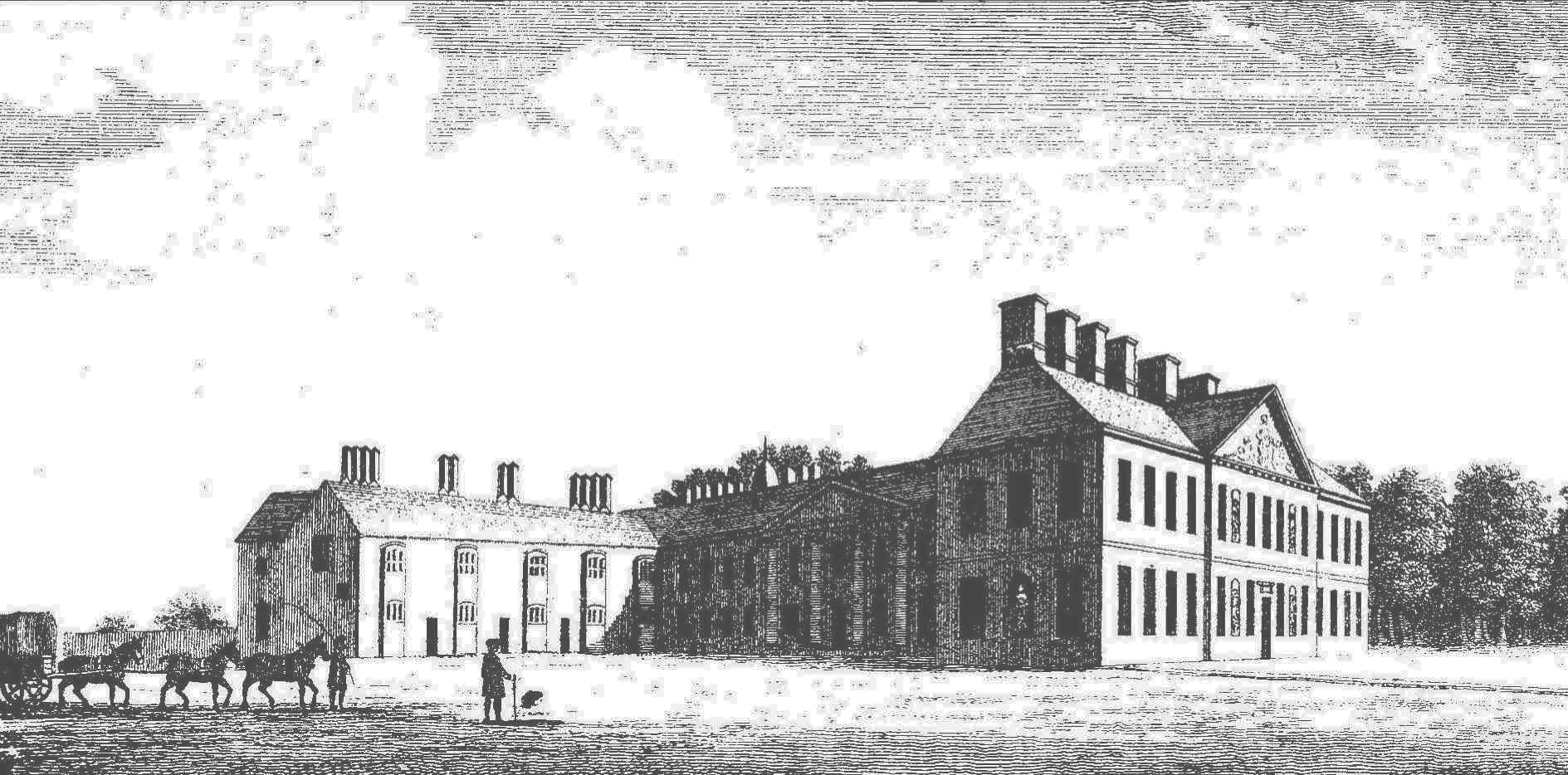
Zámek Cassiobury House (Hertfordshire), hlavní rodové sídlo v 17.–20. století

Pocházel ze šlechtického rodu Capellů, narodil se jako jediný syn Arthura Capella, 1. hraběte z Essexu (1631–1683), po matce Elizabeth Percyové (1636–1717) byl vnukem 10. hraběte z Northumberlandu. Po otci byl dědicem rodových titulů a majetků (1683; do této doby užíval titul vikomta Maldena, od roku 1683 hrabě z Essexu), po dosažení zletilosti vstoupil do Sněmovny lordů. Od roku 1691 byl komořím Viléma Oranžského a od roku 1692 zastával funkci lorda-místodržitele (Lord-lieutenant) v hrabství Hertfordshire, kde vlastnil statky. Souběžně sloužil v armádě a aktivně se zúčastnil války o španělské dědictví. Postupoval v armádních hodnostech (brigádní generál 1701, generálmajor 1704). Od roku 1706 zastával čestnou funkci velitele Toweru, v roce 1708 byl jmenován členem Tajné rady a dosáhl hodnosti generálporučíka. Zemřel na rodovém sídle Cassiobury House (Hertfordshire) 10. ledna 1710.
Jeho manželkou byla Mary Bentinck (1679–1726), dcera 1. hraběte z Portlandu. Dědicem titulů byl jediný syn William (1697–1743), dcery se provdaly do irských rodin Molyneux a Brodrick.